# Kloster St. Mauritius (Minden)

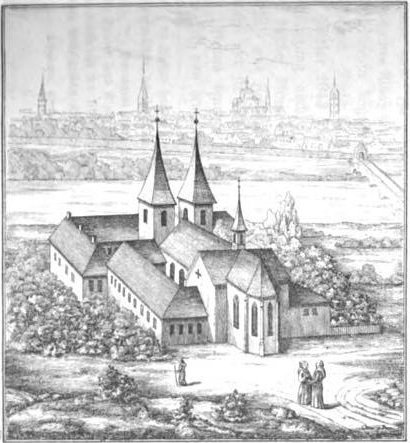
Mauritiuskloster auf dem Werder

Das durch Benediktiner gegründete Kloster Sankt Mauritius lag in der ostwestfälischen Stadt Minden und ging auf eine Gründung im 11. Jahrhundert zurück.

## Geschichte
Das Benediktinerkloster St. Mauritius wurde zur Sicherung der Furt über die Weser auf einer Insel in der Weserniederung durch den Mindener Bischof Bruno von Waldeck im Jahr 1042 gegründet und bestand zunächst dort über 400 Jahre. Die Klosteranlage war damit eine der ersten Siedlungen auf dem östlichen Weserufer und somit eine der Entstehungzellen für den Stadtteil Rechtes Weserufer und wurde aufgrund der ungewöhnlichen Lage auch als Kloster auf der Insel bezeichnet.
Ab dem 14. Jahrhundert wurde auf einem Areal, das zum Kloster gehörte, auf dem rechten Weserufer Lehm für den Ziegelbrand abgebaut. Dies bezeugen zwei Urkunden aus dem Jahre 1353 und dürften damit die ersten Zeugnisse der Ziegelherstellung in städtischer Regie sein.

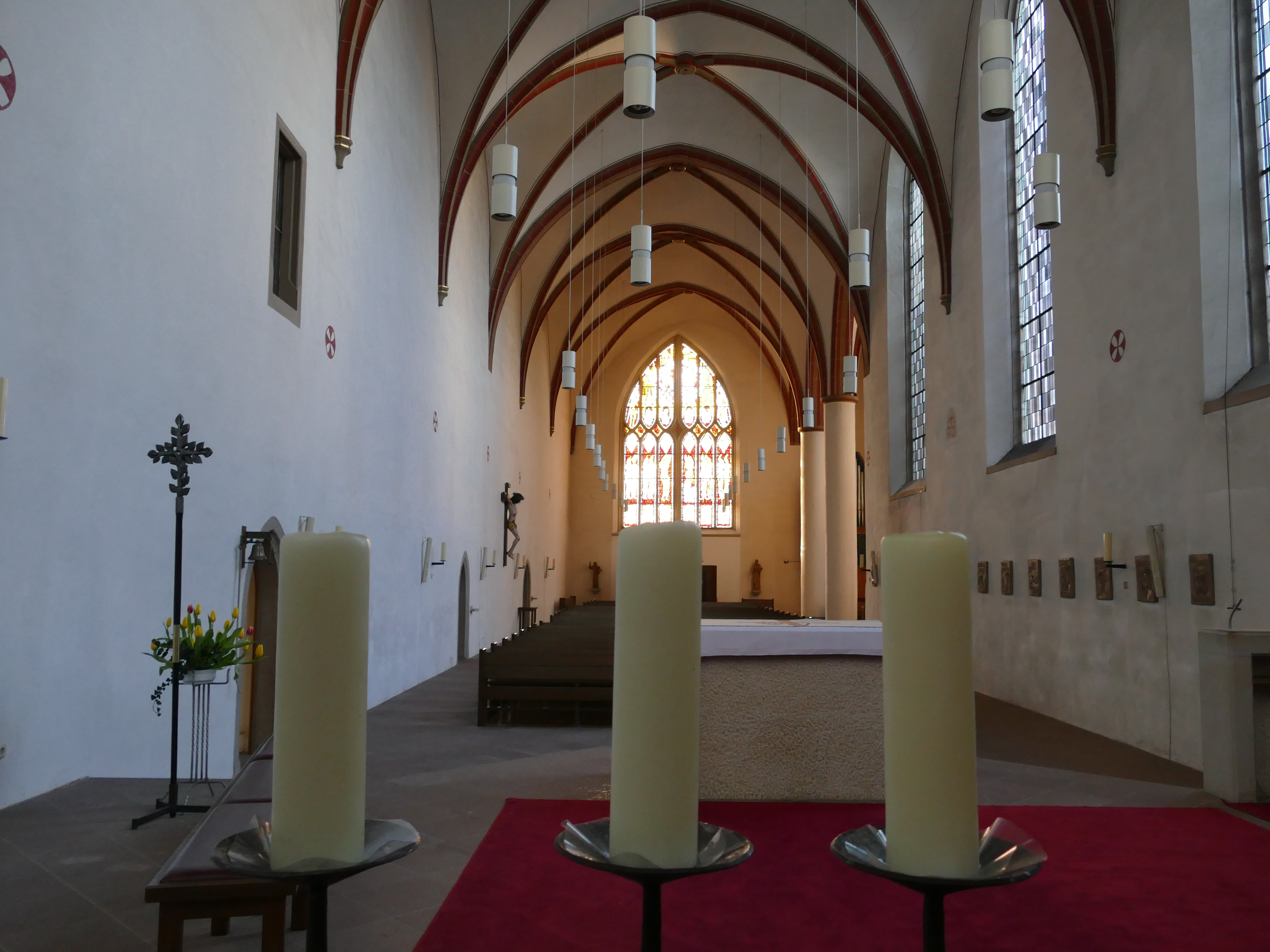
Innenraum der St.-Mauritius-Kirche in Minden

Wegen der Bedrohung durch Hochwasser und Überfälle wurde das Kloster im Jahr 1434 an seinen heutigen Standort am gegenüberliegenden Weserufer neben die Simeoniskirche verlegt, die damit zeitgleich Pfarr- und Klosterkirche wurde. Durch die Errichtung der St.-Mauritius-Kirche als eigenes Oratorium wurde diese im Jahr 1475 wieder eigenständige Pfarrkirche. Nach der Weihe wurden die Gebeine des Klostergründers Bischof Bruno, die man von der Weserinsel in die Simeonskirche umgebettet hatte, in die neue Mauritiuskirche überführt. Der Umzug in die Stadt fand am Mittfastensonntag Laetare im Jahr 1435 mit einer öffentlichen großen Prozession statt.
Das Benediktinerkloster trat nach einigen Schwierigkeiten 1464 der Bursfelder Kongregation bei, die eine Blütezeit des Klosters einleitete. In den folgenden Jahren vor der Reformation wurden die Pfarrer von St. Simeon teilweise vom Kloster St. Mauritius gestellt. Die 1529 bis 1552 vertriebenen Mönche waren vorübergehend im Kloster Rintelen aufgenommen worden. 1572 mussten die Mönche erneut das Kloster verlassen. Das nach der zeitweiligen Vertreibung der Mönche und der Einziehung eines Teils des Klostervermögens in größte finanzielle Schwierigkeiten geratene Kloster hatte mehrere Konkurse zu überstehen. 1690 gab es keinen Abt mehr und es lebten nur noch sieben Mönche im Kloster. Im Auftrag der Bursfelder Kongregation veranlasste Abt Nikolaus als Definitor am 5. September 1696 die Inkorporation des verarmten Klosters St. Mauritius in Minden. Die Inkorporation in das Kloster Huysburg erfuhr ihre Bestätigung durch den brandenburgischen Kurfürsten Friedrich III. am 14. Februar 1697. Die Leitung dieses Klosters oblag fortan einem vom Huysburger Abt bestellten Prior. Dieses Huysburger Priorat hatte über die Aufhebung Huysburg hinaus bis 1810 bestanden. 1801 waren noch sechs Mönche in Minden.
Am 16. Oktober 1810 wurde das Kloster durch ein Dekret König Jérômes aufgelöst.